# Eveleth
Eveleth és una població dels Estats Units a l'estat de Minnesota. Segons el cens del 2000 tenia 3.865 habitants.

## Demografia
Segons el cens del 2000, Eveleth tenia 3.865 habitants, 1.717 habitatges, i 971 famílies. La densitat de població era de 235,7 habitants per km².
Dels 1.717 habitatges en un 26,8% hi vivien nens de menys de 18 anys, en un 40,4% hi vivien parelles casades, en un 11,8% dones solteres, i en un 43,4% no eren unitats familiars. En el 38,1% dels habitatges hi vivien persones soles el 16,2% de les quals corresponia a persones de 65 anys o més que vivien soles. El nombre mitjà de persones vivint en cada habitatge era de 2,14 i el nombre mitjà de persones que vivien en cada família era de 2,8.
Per edats la població es repartia de la següent manera: un 21,6% tenia menys de 18 anys, un 8,6% entre 18 i 24, un 26,5% entre 25 i 44, un 22,2% de 45 a 60 i un 21,1% 65 anys o més.
L'edat mediana era de 41 anys. Per cada 100 dones de 18 o més anys hi havia 84 homes.
La renda mediana per habitatge era de 27.736 $ i la renda mediana per família de 37.069 $. Els homes tenien una renda mediana de 32.723 $ mentre que les dones 21.658 $. La renda per capita de la població era de 16.635 $. Entorn del 10,6% de les famílies i el 15,4% de la població estaven per davall del llindar de pobresa.

## Poblacions més properes
El següent diagrama mostra les poblacions més properes.